# Tom Schroeder
Thomas „Tom“ Schroeder (* 12. Juli 1938 in Grünberg in Schlesien; † 1. Dezember 2023 in Mainz) war ein deutscher Musikjournalist und Musikveranstalter. Er moderierte verschiedene Musiksendungen des öffentlichen Hörfunks.

## Wirken
Schroeder studierte ab 1959 Evangelische Theologie, Germanistik und Philosophie in Mainz; ab 1964 war er Chefredakteur der Mainzer Studentenzeitung nobis. Gemeinsam mit Martin Degenhardt und Reinhard Hippen bildete er zwischen 1966 und 1970 die Redaktion der Zeitschrift Song.
1968 war Schroeder Mitveranstalter der Internationalen Essener Song-Tage und 1969 (sowie in den 1990er Jahren) des Burg-Waldeck-Festivals. Seit 1975 gehörte er zu den Organisatoren des Open Ohr Festivals und seit 1981 zu den Organisatoren des Lahnsteiner Bluesfestivals, das er teilweise auch moderierte.
In mehr als 3000 Hörfunksendungen für hr3 und verschiedene Wellen von SWF bzw. SWR und WDR stellte er Folk und Blues, aber auch Kabarett, Rockmusik und Rockjazz vor. Er nutzte die Sendungen, um mit „glänzenden Interviews“, aber auch „viel Witz, mit Herz und mit Mut zum Experiment“ in den USA etablierte und hierzulande damals unbekannte Künstler zu fördern, ihre Lieder zu analysieren und Nachwuchstalente vorzustellen. Von 1988 bis 2003 war er festangestellter Redakteur beim SWF bzw. SWR in Mainz. Weiterhin war er Ko-Autor der Fernsehserie Sympathy for the Devil, in der Alexis Korner ab 1972 die Geschichte von Rock und Blues präsentierte. Er gehörte zur Jury des Deutschen Kleinkunstpreises und war Juror des Preis der deutschen Schallplattenkritik.

## Preise und Auszeichnungen
Schroeder wurde 2004 mit dem Blues-Louis (SWR-Blues-Preis) ausgezeichnet; 2005 erhielt er die Peter-Cornelius-Plakette für seine Verdienste um die Entwicklung der Kleinkunst und des Musiklebens in Rheinland-Pfalz.